# الغزو العماني للبحرين (1717)
الغزو العماني للبحرين هو غزو عسكري بحري شنته الإمبراطورية العمانية على جزيرة البحرين التي سيطرت عليها الدولة الصفوية مما وضع نهاية للحكم الفارسي الذي استمر 115 عاماً من قبل السلالة الصفوية.
حيث أنه وبعد الغزو الأفغاني لإيران في بداية القرن الثامن عشر قد ضعف الصفويين بشكل كبير، وقد استغل الإمام العماني سلطان بن سيف اليعربي هذا الحدث وقامت القوات العُمانية بغزو البحرين.
وقد قدم رجل الدين البحريني الشيعي، الشيخ يوسف البحراني روايته الشخصية للغزو في مؤلفه حول سيرته الذاتية مع العلماء الشيعة في عصره، حيث يقول:
ويكمل، بعد أن احتلها الخوارج وسمحوا لسكانها بمرور آمن، هرب الناس -وخاصة الأعيان- إلى القطيف ومناطق أخرى قريبة منها، وكان من بينهم أبي رحمه الله برفقة من زيجاته وأولاده الذين سافروا معهم إلى القطيف. لكنه تركني في البحرين في المنزل الذي نملكه في الشاخورة لأن بعض الصناديق كانت مليئة بحزم ممتلكاتنا، بما في ذلك الكتب والعملات الذهبية والملابس ، كانت مخبأة هناك، لقد أخذ جزءاً كبيراً من ممتلكاتنا إلى القلعة التي كان الجميع يخططون للجوء إليها عندما كنا محاصرين، لكنه ترك بعضاً في المنزل ، مخزّنًا في مخابئ.
ولكن فُقد كل شيء في القلعة بعد أن استولى عليها الخوارج بالقوة، ولم يتركوا لنا شيئاً سوى الملابس التي كنا نحملها على ظهورنا، فلما غادر والدي إلى القطيف بقيت في البحرين، كان قد أمرني بجمع ما تبقى في الحصن من كتب وحفظها من أيدي الخوارج. وقد تمكنت من حفظ عدد من الكتب التي وجدتها هناك إلى جانب بعض الكتب التي تُركت في المنزل، والتي أرسلتها إليه في كل مرة، وقد مرت هذه السنوات في ظل انعدام تام للازدهار.
ثم سافرت إلى القطيف لزيارة والدي ومكثت هناك شهرين أو ثلاثة، لكن والدي ضاق ذرعاً بالجلوس في القطيف بسبب كثرة المعالين معه والظروف البائسة ونقص المال، فعقد العزم على العودة إلى البحرين رغم أنها كانت في أيدي الخوارج، لكن القدر تدخل بينه وبين خططه، فقد وصل الجيش الفارسي مع عدد كبير من البدو في ذلك الوقت لتحرير البحرين من أيدي الخوارج، وقد تابعنا الأحداث عن كثب وانتظرنا نتائج هذه الكوارث، في النهاية انقلبت عجلة الحظ على الفرس، فقتلوا جميعاً وتم إحراق البحرين، وكان بيتنا في قرية الشاخورة من بين البيوت المحترقة.
ومع ذلك، عندما انسحب العُمانيون، لم تستقر أحوال البحرين حينها حيث كان الضعف السياسي الذي تملك الصفويين قد اقترب من نهايته، وسرعان ما تم غزو البحرين من قبل عرب الضفة الفارسية من الخليج العربي المعروفين بـ الهولة، التي يقول البحراني إنها "دمرت" البحرين.
الحرب المستمرة تقريبًا بين القوى البحرية السنية المختلفة ، العمانيون ثم الإيرانيون تحت حكم نادر شاه وكريم خان زند قد أهدرت الكثير من موارد البحرين، حيث أدت الضرائب المرتفعة التي فرضها العمانيون إلى طرد تجار اللؤلؤ وغواصي اللؤلؤ، وقد قدر المستعرب والمستكشف الدنماركي كارستن نيبور في عام 1763 أن عدد القرى والبلدات البحرينية التي كانت تبلغ حينها 360 بلدة وقرية قد تراجعت وانحسرت بشكل كبير إلى 60 قرية فقط نتيجة الحرب والضائقة الاقتصادية.
وقد تكررت المحاولات العُمانية والإيرانية فيما بعد حتى مجيء آل خليفة من الزبارة في قطر واستولوا على جزيرة البحرين وهذا لم يمنع من وجود محاولات عُمانية والتي كانت نهايتها بواقعة عُرفت بواقعة قزقز والتي وضعت حداً لهذه المحاولات وتكلّفت فيها عُمان الكثير.